# Roorkee
Roorkee (Hindi: रूड़की Ruṛkī [ˈruɽki]) ist eine Stadt mit etwa 120.000 Einwohnern im nördlichen Teil des Doab im indischen Bundesstaat Uttarakhand.

## Lage
Roorkee liegt in einer Höhe von ca. 268 m ü. d. M. knapp 180 km nördlich von Delhi im Distrikt Haridwar zwischen den Flüssen Ganges und Yamuna. Der Gangeskanal führt in Nord-Süd-Richtung durch die Stadt. Das Klima in Rourkee ist oft schwülwarm und durchaus regenreich.

## Bevölkerung
Offizielle Bevölkerungsstatistiken werden erst seit 1991 geführt und veröffentlicht.
| Jahr      | 1991   | 2001   | 2011    |
| Einwohner | 80.262 | 97.516 | 118.200 |

Die Hindi und Urdu sprechende Bevölkerung besteht zu etwa 73 % aus Hindus und zu knapp 24 % aus Moslems; zahlenmäßig kleine Minderheiten bilden Jains, Christen, Sikhs, Buddhisten und andere. Wie bei Volkszählungen im Norden Indiens üblich, liegt der männliche Bevölkerungsanteil etwa 12 % höher als der weibliche.

## Wirtschaft

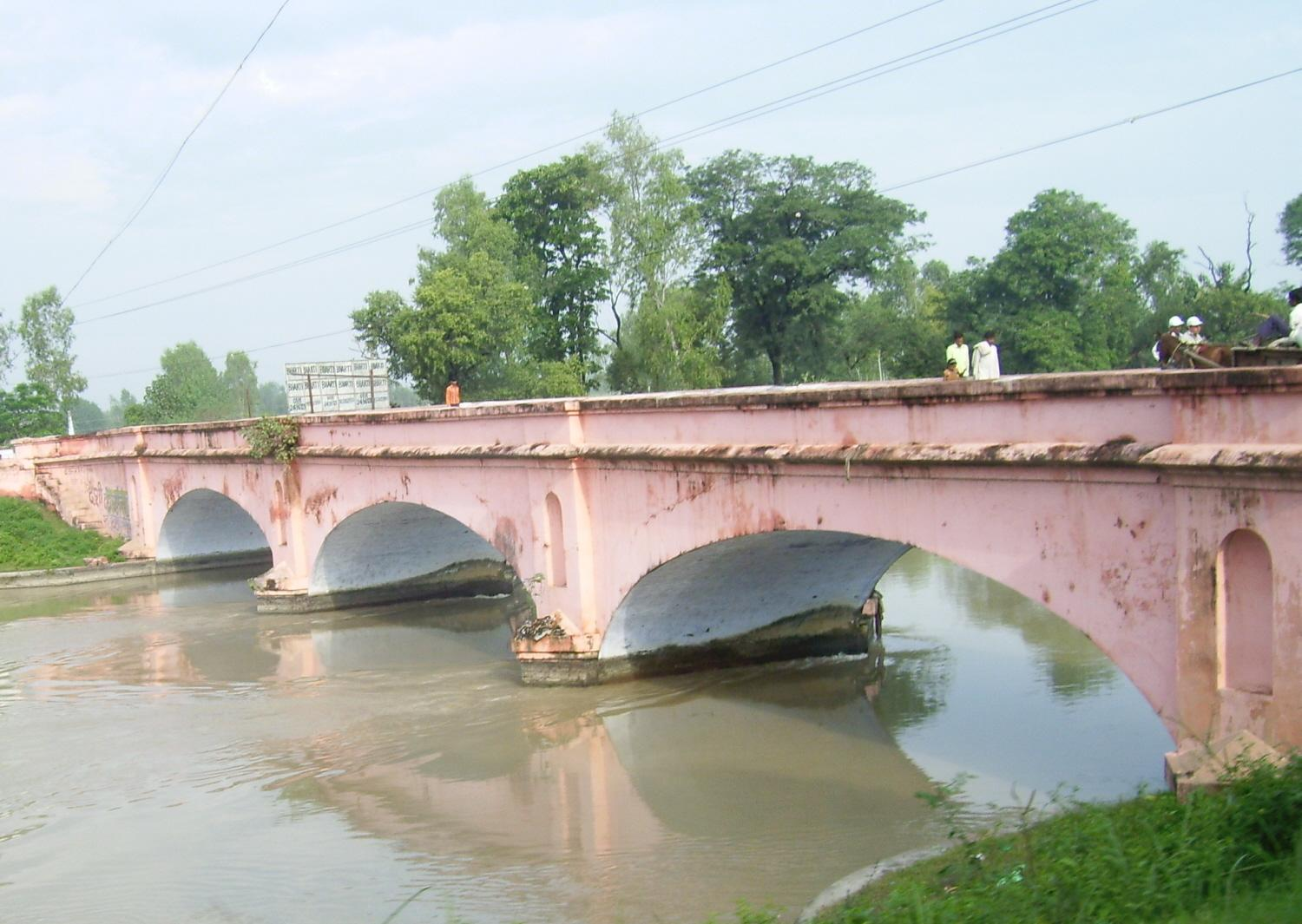
Brücke über den Gangeskanal

Die fruchtbare Landschaft des Doab wird seit altersher bewirtschaftet. Roorkee selbst dient als Zentrum für Handwerk, Handel und Dienstleistungen aller Art.

## Universität
Die Stadt beherbergt das Indian Institute of Technology (IIT), eines von landesweit sieben dieser Eliteuniversitäten. Sie ist die älteste technische Universität in Indien und wurde 1847 vom Vizegouverneur der Nordwestprovinz, James Thomason, als College of Civil Engineering in British India gegründet, um Offiziere und Vermessungsingenieure auszubilden, die beim Bau des Gangeskanals beschäftigt sind. 1854, nach der Fertigstellung des Kanals und Thomasons Tod, benannte Proby Cautley, der Designer und Planer des Kanals, es in Thomason College of Civil Engineering um. Dieses wurde 1949 in University of Roorkee und 2001 erneut in IIT Roorkee umbenannt.

## Festivals
Jedes Jahr finden verschiedene Festivals statt, wie das Cognizance, oder das Sangram Sports Festival.
Seit 1982 feiert die Stadt jährlich das Thomso-Kulturfestival des Indian Institute of Technology. Es findet an drei Tagen Ende Oktober und Anfang November statt. Sie laden auch Botschaften aus der ganzen Welt ein, ihre Kunst und Musik vorzustellen, und organisieren Konzerten und Wettbewerbe mit Künstlern wie Farhan Akhtar, Sunidhi Chauhan, Nikhil D’Souza und Musikgruppen wie Euphoria. In Zusammenarbeit mit den Botschaften von Portugal und der Schweiz organisierten sie 2022 eine Ausstellung des Schweizer Kunstmalers Daniel Garbade in ihrer Sektion de Künste und ein Konzert des portugiesischen Jazzmusikers Tiago Tabitha.
Das Festival im Jahre 2018 bestand aus mehr als 150 Veranstaltungen und begrüßte mehr als 9.000 eingeladene Studenten von 200 Universitäten in ganz Indien, zusätzlich zu mehr als 12.000 Studenten der Gastinstitution.

## Geschichte
Vor dem Baubeginn des Gangeskanals war Rourkee nur ein Dorf mit vielleicht 1.000 Einwohnern. Hier entstand eine noch heute existierende Brücke über den Kanal, die das spätere Wachstum von Bevölkerung und Wirtschaft beförderte.

## Söhne und Töchter der Stadt
- William Willcocks (1852–1932), Bauingenieur und Erbauer des ersten Assuan-Staudamms.
- Rishabh Pant (* 1997), Cricketspieler